# 阿尔内·托尔博姆
阿尔内·托尔博姆（瑞典語：Arne Tollbom，1911年3月20日—1971年11月16日），瑞典前男子击剑运动员。他曾代表瑞典参加1948年夏季奥林匹克运动会击剑比赛，获得男子团体重剑铜牌。